# Чамата, Павел Романович
Павел Романович Чамата (укр. Павло́ Рома́нович Чама́та, 16 [28] июля 1898 или 17 [29] июля 1898, Бабичи, Киевская губерния или Екатеринославская губерния — 14 августа 1969, Киев) — украинский психолог, педагог. Отец живописца Игоря Чаматы и литературоведа Нины Чаматы.

## Биография
Павел Романович Чамата родился 16 июля (28 июля по новому стилю) 1898 году в селе Бабичи (впоследствии Каневского района Черкасской области) в крестьянской семье. В 1916 году окончил школу, после окончания работал шахтёром.
В 1930 году Чамата окончил факультет социального воспитания Киевского института народного образования. Был учителем, затем директором школы. Окончил аспирантуру, защитил кандидатскую диссертацию по психологическим наукам. Затем работал на посту старшего научного сотрудника в Украинском научно-исследовательском институте педагогики.
С 1937 года по совместительству работал доцентом кафедры психологии в Киевском педагогическом институте имени А. М. Горького, позднее тут исполнял обязанности проректора по научной работе. Член ВКП(б) с 1941 года.
В 1943–1945 годах — директор Научно-исследовательского института педагогики УССР, в 1947–1951 гг. — директор Киевского педагогического института, в 1951–1966 годах — заместитель директора Научно-исследовательского института психологии.
Умер 14 августа 1969 года в Киеве после тяжёлой болезни. Похоронен на Байковом кладбище (участок № 10).

## Научная деятельность
Разрабатывал общетеоретические вопросы психологии, её отечественной истории. Основал в Украине научную школу по проблемам самосознания.

### Труды
- Психологическая готовность/ П. Р. Чамата, Д. Ф. Николенко.// Радянська школа. — 1959. — № 8. — С. 35 — 43.

- Вопросы самосознания личности в советской психологи/ П. Р.  Чамата.// Психологическая наука в СССР: Вопросы самосознания личности в советской психологии. — Ч. 2. — М.: АПН РСФСР, 1960. — С. 91 — 109.

- Самосвідомість та її розвиток у дітей/ П. Р. Чамата. — К.: Знання, 1965. — 48 с.

- К вопросу о генезе самосознания личности/ П. Р. Чамата.// Проблемы самосознания. — М., 1968. — С. 228—237.

## Награды
- Орден «Знак Почёта».
- Медали.